# XXIV. Olimpijske igre – Seul 1988.
XXIV. Olimpijske igre su održane 1988. godne u Seoulu, u Južnoj Koreji. MOO je dao prednost Seoulu kao gradu domaćinu u konkurenciji japanskog grada Nagoye.
Kao i na prethodna tri izdanja Igara (u Montrealu 1976., u Moskvi 1980. te u Los Angelesu 1984.) i na ovim je Igrama zabilježen bojkot iz političkih razloga. Sjeverna Koreja je bojkotirala Igre zbog činjenice da Južna Koreja nije pristala podijeliti domaćinstvo sa svojim sjevernim susjedom. Bojkot je slijedila Kuba ali ne i ostale komunističke države. Tako je na kraju ovaj bojkot bio manjih razmjera, i nakon tri okrnjene manifestacije ovaj puta su na Igrama sudjelovale sve tadašnje športske velesile što je donijelo visoku kvalitetu natjecanja.
U program Igara je vraćen tenis, a po prvi put u programu je bio uvršten i stolni tenis.
U natjecateljskom programu posebnu su se istaknuli ovi pojedinci i događaji:
- Ben Johnson, sprinter iz Kanade, je pobijedio u dugo očekivanoj i najavljivanoj utrci na 100 m i to s vremenom novog svjetskog rekorda. Naknadno je međutim, u jednoj od najvećih dopinških afera u olimpijskoj povijesti, utvrđeno da je Johnson koristio nedozvoljena stimulativna sredstva te su mu medalja i rekord oduzeti, a pobjeda pripala Carlu Lewisu.
- Plivačica Kristin Otto iz Istočne Njemačke je osvojila šest zlatnih medalja. U plivanju su se još istaknuli Matt Biondi (SAD, 5 zlata) te Janet Evans (SAD, tri zlata). Senzacionalni pobjednik u utrci 100 m delfin je bio Anthony Nesty iz Surinama, koji je time postao prvi plivač crne boje kože kojemu je to pošlo za rukom.
- Gimnastičar Vladimir Artemov iz SSSR-a je osvojio četiri zlatne medalje, a Daniela Silivaş iz Rumunjske tri.
- Sprinterica Florence Griffith Joyner iz SAD je osvojila tri zlatne i jednu srebrnu medalju u sprinterskim disciplinama, oborivši pri tome i svjetski rekord u utrci na 200 m.
- Christa Rothenburger iz Istočne Njemačke je postala prvi (ali i zadnji!) športaš uopće kojem je pošlo za rukom osvojiti medalje i na zimskim i na ljetnim Olimpijskim igrama iste godine. Ona je srebro osvojeno u biciklizmu priključila zlatu kojeg je osvojila u brzom klizanju ranije te godine na Zimskim olimpijskim igrama u Calgaryu. Kako se ljetne i zimske Olimpijske igre više ne održavaju u istoj godini, ovakav pothvat više nije moguće ponoviti.
- Skakač u vodu Greg Louganis je obranio naslove u obje discipline skokova u vodu (toranj, daska) osvojene četiri godine ranije na Igrama u Los Angelesu. Zapamćen je međutim po neuspjelom skoku kada je glavom udario u odskočnu dasku te ostavio krvavu mrlju na dasci i u bazenu, srećom bez teže ozljede. Taj je događaj ponovno došao u središte pažnje nekoliko godina kasnije, kada je Louganis javno objavio da je nositelj HIV virusa kojeg je imao i u vrijeme natjecanja u Seoulu. Danas je međutim poznato da virus HIV-a ne može preživjeti na zraku i u vodi, te realna opasnost da se netko od natjecatelja zarazi tom bolešću od Louganisa nije postojala.
- Lawrence Lemieux, kanadski jedriličar, je bio na drugom mjestu tijekom natjecanja s realnim šansama da osvoji srebrnu medalju. Međutim, tijekom jedne regate prekinuo je natjecanje da bi pomogao jednom ozlijeđenom natjecatelju. Lemieux je na kraju završio na skromnom 22. mjestu, ali je primio posebnu nagradu za športsko ponašanje (engl. fair play)

## Popis športova
(Plivanje, sinkronizirano plivanje, vaterpolo i skokovi u vodu se smatraju različitim disciplinama istog športa)
| - atletika - biciklizam - boks - dizanje utega - gimnastika - hokej na travi - hrvanje - jedrenje - džudo |  | - kajak i kanu na mirnim vodama - košarka - konjički šport - mačevanje - moderni petoboj - nogomet - odbojka - plivanje - rukomet |  | - sinkronizirano plivanje - skokovi u vodu - streličarstvo - streljaštvo - stolni tenis - tenis - vaterpolo - veslanje |

Demonstracijski športovi su bili badminton, bejzbol, judo za žene, taekwondo, kuglanje te paraolimpijske atletske discipline.

## Popis podjele medalja
(Medalje domaćina posebno istaknute)
| XXIV. Olimpijske igre – Seoul 1988. |                   |       |        |        |        |
| Plasman                             | Država            | Zlato | Srebro | Bronca | Ukupno |
| 1                                   | SSSR              | 55    | 31     | 46     | 132    |
| 2                                   | Istočna Njemačka  | 37    | 35     | 30     | 102    |
| 3                                   | SAD               | 36    | 31     | 27     | 94     |
| 4                                   | Južna Koreja      | 12    | 10     | 11     | 33     |
| 5                                   | Zapadna Njemačka  | 11    | 14     | 15     | 40     |
| 6                                   | Mađarska          | 11    | 6      | 6      | 23     |
| 7                                   | Bugarska          | 10    | 12     | 13     | 35     |
| 8                                   | Rumunjska         | 7     | 11     | 6      | 24     |
| 9                                   | Francuska         | 6     | 4      | 6      | 16     |
| 10                                  | Italija           | 6     | 4      | 4      | 14     |
| 11                                  | Kina              | 5     | 11     | 12     | 28     |
| 12                                  | Velika Britanija  | 5     | 10     | 9      | 24     |
| 13                                  | Kenija            | 5     | 2      | 2      | 9      |
| 14                                  | Japan             | 4     | 3      | 7      | 14     |
| 15                                  | Australija        | 3     | 6      | 5      | 14     |
| 16                                  | Jugoslavija       | 3     | 4      | 5      | 12     |
| 17                                  | Čehoslovačka      | 3     | 3      | 2      | 8      |
| 18                                  | Novi Zeland       | 3     | 2      | 8      | 13     |
| 19                                  | Kanada            | 3     | 2      | 5      | 10     |
| 20                                  | Poljska           | 2     | 5      | 9      | 16     |
| 21                                  | Norveška          | 2     | 3      | 0      | 5      |
| 22                                  | Nizozemska        | 2     | 2      | 5      | 9      |
| 23                                  | Danska            | 2     | 1      | 1      | 4      |
| 24                                  | Brazil            | 1     | 2      | 3      | 6      |
| 25                                  | Finska            | 1     | 1      | 2      | 4      |
| 25                                  | Španjolska        | 1     | 1      | 2      | 4      |
| 27                                  | Turska            | 1     | 1      | 0      | 2      |
| 28                                  | Maroko            | 1     | 0      | 2      | 3      |
| 29                                  | Austrija          | 1     | 0      | 0      | 1      |
| 29                                  | Portugal          | 1     | 0      | 0      | 1      |
| 29                                  | Surinam           | 1     | 0      | 0      | 1      |
| 32                                  | Švedska           | 0     | 4      | 7      | 11     |
| 33                                  | Švicarska         | 0     | 2      | 2      | 4      |
| 34                                  | Jamajka           | 0     | 2      | 0      | 2      |
| 35                                  | Argentina         | 0     | 1      | 1      | 2      |
| 36                                  | Čile              | 0     | 1      | 0      | 1      |
| 36                                  | Kostarika         | 0     | 1      | 0      | 1      |
| 36                                  | Indonezija        | 0     | 1      | 0      | 1      |
| 36                                  | Iran              | 0     | 1      | 0      | 1      |
| 36                                  | Nizozemski Antili | 0     | 1      | 0      | 1      |
| 36                                  | Peru              | 0     | 1      | 0      | 1      |
| 36                                  | Senegal           | 0     | 1      | 0      | 1      |
| 36                                  | Djevičanski otoci | 0     | 1      | 0      | 1      |
| 44                                  | Belgija           | 0     | 0      | 2      | 2      |
| 44                                  | Meksiko           | 0     | 0      | 2      | 2      |
| 46                                  | Kolumbija         | 0     | 0      | 1      | 1      |
| 46                                  | Džibuti           | 0     | 0      | 1      | 1      |
| 46                                  | Grčka             | 0     | 0      | 1      | 1      |
| 46                                  | Mongolija         | 0     | 0      | 1      | 1      |
| 46                                  | Pakistan          | 0     | 0      | 1      | 1      |
| 46                                  | Filipini          | 0     | 0      | 1      | 1      |
| 46                                  | Tajland           | 0     | 0      | 1      | 1      |
|                                     |                   |       |        |        |        |
| Ukupno                              | Ukupno            | 241   | 234    | 264    | 739    |